# داینوهیپوس
داینوهیپوس (نام علمی: Dinohippus) نام یک سرده از شاخه طنابداران است.